# ماتيو غابيا
ماتيو غابيا (بالإيطالية: Matteo Gabbia)‏ (من مواليد مدينة بوستو أرسيتسيو، في 21 أكتوبر 1999)، هو لاعب كرة قدم إيطالي، ويلعب في مركز خط الوسط مع نادي إيه سي ميلان المشارك في دوري الدرجة الأولى الإيطالي. حيث كانت بداياته مع فريق إيه سي ميلان بريميفيرا ثم تدرج للفريق الأول في موسم 2016-17 بعدما تم تصعيده من قطاع الشاب التابع للنادي.
شارك للمرة الأولى مع فريق إيه سي ميلان الأول بعمر السابعة عشر، في 24 أغسطس 2017 ضد نادي شكينديا الألباني، حيث دخل بديلاً لزميله لاعب خط الوسط مانويل لوكاتيلي في الدقيقة 73، في المباراة التي انتهت 1-0 لصالح إيه سي ميلان ضمن منافسات الدوري الأوروبي 2017–18.

## روابط خارجية
- ماتيو غابيا على موقع الاتحاد الأوربي (الإنجليزية)
- ماتيو غابيا على موقع قاعدة بيانات كرة القدم.إي يو (الإنجليزية)
- ماتيو غابيا على موقع Soccerway.com (الإنجليزية)
- ماتيو غابيا على موقع عالم كرة القدم.نت (الإنجليزية)